# 余曰德
余曰德（1514年—1583年），初名余應舉，字德甫，號午渠，江西南昌府南昌縣人，民籍，明朝政治人物、文學家。

## 生平
嘉靖二十五年（1546年）丙午科江西鄉試第九十一名，嘉靖二十九年（1550年），庚戌科會試第二百四十八名，登第二甲第七十名進士。初授刑部貴州司主事，升員外郎、郎中。官至福建按察副使，卒年七十。《明史》有傳。

## 成就
余曰德与蒲圻魏裳（字顺甫）、铜梁张佳胤（字肖甫）、新蔡张九一（字助甫）同有文名，时称“四甫”。又為王世貞所稱之“後五子”之一。有《余德甫集》、《午渠集》。

## 家族
曾祖余子良；祖父余泰；父余敘。母萬氏；繼母蔣氏。具庆下。弟应期、应兆。

### 文目
- 王世貞撰，《明故中憲大夫福建按察副使午渠余公墓誌銘》，《弇州山人續稿碑傳·4冊84卷》119-132